# Murray Chandler
Murray Graham Chandler, MNZM (* 4. April 1960 in Wellington, Neuseeland), ist ein britischer Schachmeister mit neuseeländischen Wurzeln.

## Leben

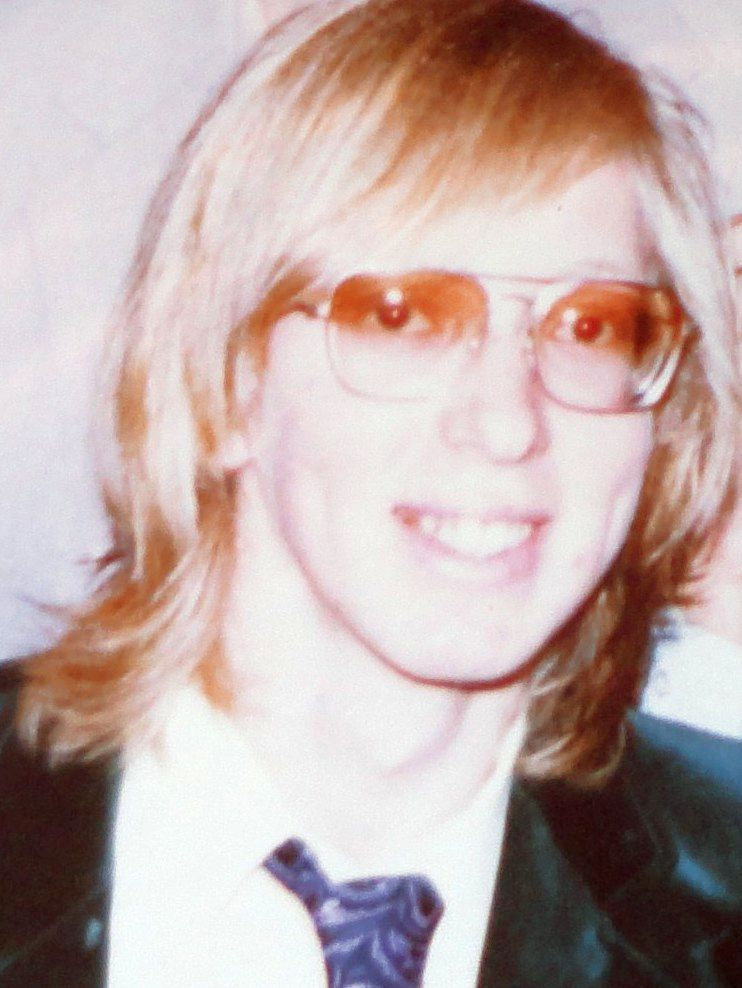
Murray Chandler, 1979 bei den Interzonenturnieren in Rio

Murray Chandler gewann zur Jahreswende 1975/76, als 15-Jähriger, erstmals die Meisterschaft von Neuseeland (gemeinsam mit Lev Aptekar und Ortvin Sarapu). 1976 wurde er Zweiter bei der U17-Weltmeisterschaft und erhielt 1977 den Titel Internationaler Meister.

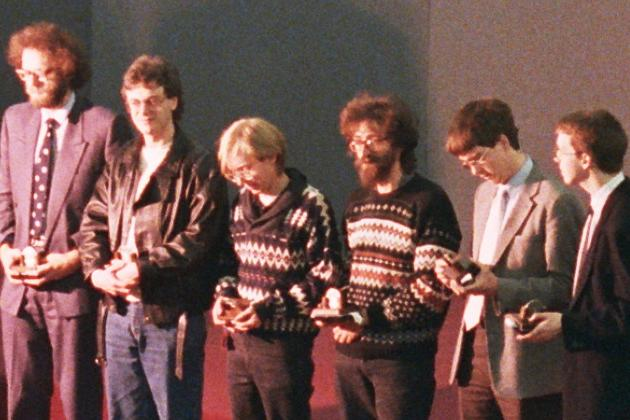
Jonathan Speelman, John Nunn, Murray Chandler, Jonathan Mestel, William Watson und Nigel Short gewannen 1988 die Silbermedaille bei der Schacholympiade in Thessaloniki.

Er vertrat seine Heimat bei den Schacholympiaden 1976 bis 1980 sowie bei den asiatischen Mannschaftsmeisterschaften 1974 und 1977.
Chandler siedelte sich in den 1980er Jahren in England an. Er spielte bei den Olympiaden 1982 bis 1992 unter den englischen Farben und erreichte mit der Mannschaft 1984, 1986 und 1988 den zweiten, 1990 den dritten Platz. In der Einzelwertung erreichte er 1986 das zweitbeste Ergebnis am vierten Brett sowie die drittbeste Elo-Leistung aller Teilnehmer, 1990 sowohl das zweitbeste Ergebnis am ersten Reservebrett als auch die zweitbeste Elo-Leistung aller Teilnehmer.
Mit der englischen Mannschaft spielte er bei den Mannschafts-Europameisterschaften 1983 und 1999, bei der er das drittbeste Ergebnis der Reservespieler erreichte. Außerdem nahm er an den Mannschafts-Weltmeisterschaften 1985 und 1989 teil, bei denen er mit der Mannschaft jeweils den dritten Platz erreichte.
Im Oktober 2007 wechselte Chandler wieder zurück zum neuseeländischen Schachverband. Er trat mit der neuseeländischen Mannschaft bei der Schacholympiade 2008 in Dresden an.
1981 belegte Chandler den dritten Platz hinter Lubomir Kavalek und Vlastimil Hort bei der Internationalen Deutschen Meisterschaft in Bochum. 1983 wurde er Großmeister. 1984 kam er in London beim Wettkampf UdSSR gegen den Rest der Welt als Reservespieler der Weltauswahl zu zwei Einsätzen und erreichte sowohl gegen Michail Tal als auch gegen Oleh Romanyschyn ein Remis.
Zu Chandlers bedeutendsten Turniererfolgen zählen die Siege in London (Lloyds) 1979, Brighton 1981, Hastings 1986/87 (geteilt mit Jonathan Speelman, Bent Larsen und Smbat Lputjan), Blackpool (Zonenturnier) 1990 sowie Queenstown (Neuseeland) 2006 (dieses internationale Turnier ermittelte zugleich den Meister von Neuseeland). Nach 1976 und 2006 wurde er 2008 in Auckland zum dritten Mal neuseeländischer Meister.
Chandler spielte in der deutschen Schachbundesliga von 1980 bis 1989 für den Hamburger SK (bei dem er auch in der Saison 1989/90 noch gemeldet war, aber keinen Wettkampf spielte) und von 1990 bis 2003 für die Solinger SG 1868, mit der er 1997 deutscher Mannschaftsmeister wurde.
In der britischen Four Nations Chess League (4NCL) spielte Chandler in der Saison 1993/94 für den Barbican Chess Club, von 1994 bis 1999 für die Mannschaft des British Chess Magazine, dessen Herausgeber er von 1991 bis 1999 war, und von 1999 bis 2009 für The ADs (2000 bis 2002 Beeson Gregory), die durch den Zusammenschluss der Mannschaften des British Chess Magazine und Index-IT entstand. Er gewann die 4NCL 2001 und 2002. Am European Club Cup nahm Chandler 1992 mit der Solinger SG 1868 und 1996 mit dem Barbican Chess Club teil.
Nach der Schacholympiade 2008 hat Murray Chandler keine Elo-gewertete Partie mehr gespielt und wird daher bei der FIDE als inaktiv geführt (Stand: Mai 2016).

## Publikationen
- How To Beat Your Dad At Chess, 1998 ISBN 1-901983-05-6.
- Chess Tactics For Kids, 2003 ISBN 1-901983-99-4.
- Chess For Children, 2004 ISBN 1-904600-06-9.